# Emily Stockman
Emily Stockman (* 6. Juni 1988 in Colorado Springs) ist eine ehemalige US-amerikanische Beachvolleyball- und Volleyballspielerin.

## Karriere Halle
Stockman begann ihre Karriere als Schülerin der heimischen Doherty High School. 2006 spielte sie im Team der Winthrop University (South Carolina) und von 2007 bis 2009 im Team der Wichita State University (Kansas). Von 2010 bis 2014 war die Außenangreiferin bei verschiedenen europäischen Erstligisten aktiv: Bei Saint-Cloud Paris Stade Français in Frankreich, bei Pislaploki Pihtipudas in Finnland, bei Lindesberg VBK in Schweden und bei VFM Franches-Montagnes in der Schweiz.

## Karriere Beach
Seit 2009 spielte Stockman national und international mit verschiedenen Partnerinnen Beachvolleyball. Mit Kelley Kolinske hatte sie 2018 und 2019 zahlreiche Top-Ten-Platzierungen auf der FIVB World Tour.
2022 spielte Stockman zunächst mit Lauren Fendrick und später mit Megan Kraft, mit der sie auf der World Beach Pro Tour das Future-Turnier in Białystok gewann. Bei der Weltmeisterschaft in Rom trat Stockman zuvor mit Emily Day an und schied hier in der ersten Hauptrunde aus.
Im Oktober 2023 beendete Stockman ihre (Beach-)Volleyball-Karriere und betreibt seitdem Boxen und Motocross.